# The Old Frontier
The Old Frontier è un film del 1950 diretto da Philip Ford.
È un western statunitense con Monte Hale, Paul Hurst, Claudia Barrett e William Henry.

## Produzione
Il film, diretto da Philip Ford su una sceneggiatura di Robert Creighton Williams, fu prodotto da Melville Tucker, come produttore associato, per la Republic Pictures e girato nell'Iverson Ranch a Chatsworth, Los Angeles, California, da fine marzo a inizio aprile del 1950.

## Distribuzione
Il film fu distribuito negli Stati Uniti dal 20 luglio 1950 al cinema dalla Republic Pictures.